# Horní Hodrušský tajch
Horní Hodrušský tajch (slovensky Horný Hodrušský tajch) je tajch v Štiavnických vrších v katastru obce Hodruša-Hámre v okrese Žarnovica. Má rozlohu přibližně 0,5 ha a dosahuje hloubky 14 m. Objem dosahuje 80 000 m³, když poklesl z původních 255 000 m³.

## Hráz
Hráz je zemní sypaná, heterogenní. Konstrukce a členění hráze je stejné jako u tajchu Rozgrund a u Dolního Hodrušského tajchu. Nadmořská výška hráze je 575 m. Koruna hráze je dlouhá 245 m a široká 7 m. Výška hráze nad terénem dosahuje 17 m.

## Vodní režim

### Sběrné jarky
Část sběrného jarku z úseku Hodrušského potoka nad Dolním Hodrušským tajchem byla zrekonstruovaná formou podzemního vodovodu v délce přibližně 700 m. Druhý sběrný jarok v 50. letech 20. století zanikl a byl přebudovaný na trať, kterou se vozila ruda k tzv. Povrchové svážni až do ukončení rekonstrukce Hodrušské Dedičné štoly. Byl dlouhý přibližně 1500 m.

### Náhonní jarky
- Jarok k stupě Horního hodrušského báňského závodu přes Barenleuten o délce 1200 m
- Královský vodní jarok v délce 5660 m s 690 m dlouhou Královskou vodní štolou.

## Historie
Tajch vznikl pravděpodobně ve druhé polovině 16. století na dně horní části kotliny Holle (Peklisko) v Hodrušské hornatině. První písemná zmínka o tajchu v Peklisku je z roku 1584 ale nemusí se vztahovat k tomuto tajchu. Jisté jsou zmínky z let 1617, 1630 a 1706. V roce 1736 projektoval a realizoval zvýšení jeho hráze Samuel Mikovíny. Roku 1946 byl po průtrži mračen a vytečení opravovaný. Poté byl vícekrát nadstavovaný a v 60. letech 20. století po dalším incidentu s průtrží mračen byl vypuštěný kvůli možnému ohrožení šachty Rozália. V roce 1966 byl odevzdaný státním lesům a jeho dno a hráz byly osázeny stromy. V 80. letech byl zavážený zeminou z ražby silničního tunelu a hloubení šachty Nová Rozália. V roce 2005 byla hráz rekonstruovaná a tajch obnoven s přibližně třetinovou kapacitou. Od té doby slouží jako zdroj vody pro zasněžování blízkého lyžařského střediska. Byl obnovený výpustní systém, přepadový skluz i část sběrného jarku.

### Původní využití
Tajch zachytával srážkovou vodu z kotliny Holle a ty dnovou výpustí odtékaly do Královského vodního jarku šachty Michal v údolí Althandel nad Banskou Hodrušou. Z něj vedla odbočka i na šachtu Lill. Druhý náhonní jarok pokračoval úbočím Široké přes údolí  Bärenleuten nad Horní centrální stupu, kde hnal nejprve vodní kola a později Peltonovu turbínu s dynamem na její osvětlení. Vody zadržované Horním a Dolním Hodruškým tajchem čerpaly vodu z hlubších částí šachet na úroveň dedičných štol a hnaly měchy hutí a hamrů na železo i vzácné kovy.